# تكسيستو

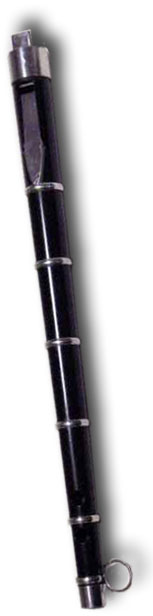
الصافرة

الصافرة( تكسيستو ) هو نوع من الفلوت الذي أصبح رمزًا للترويج للشعب الباسكي . قد ينبع الاسم من الكلمة الباسكية العامة زيزتو "للصافرة" مع النطق الصوتي لـحرف ز (ردّد زالابارتا > تكسالابارتا ). يمكن العزف على هذا الأنبوب ذو الفتحات الثلاثة بيد واحدة، وترك اليد الأخرى حرة للعزف على آلة إيقاعية .

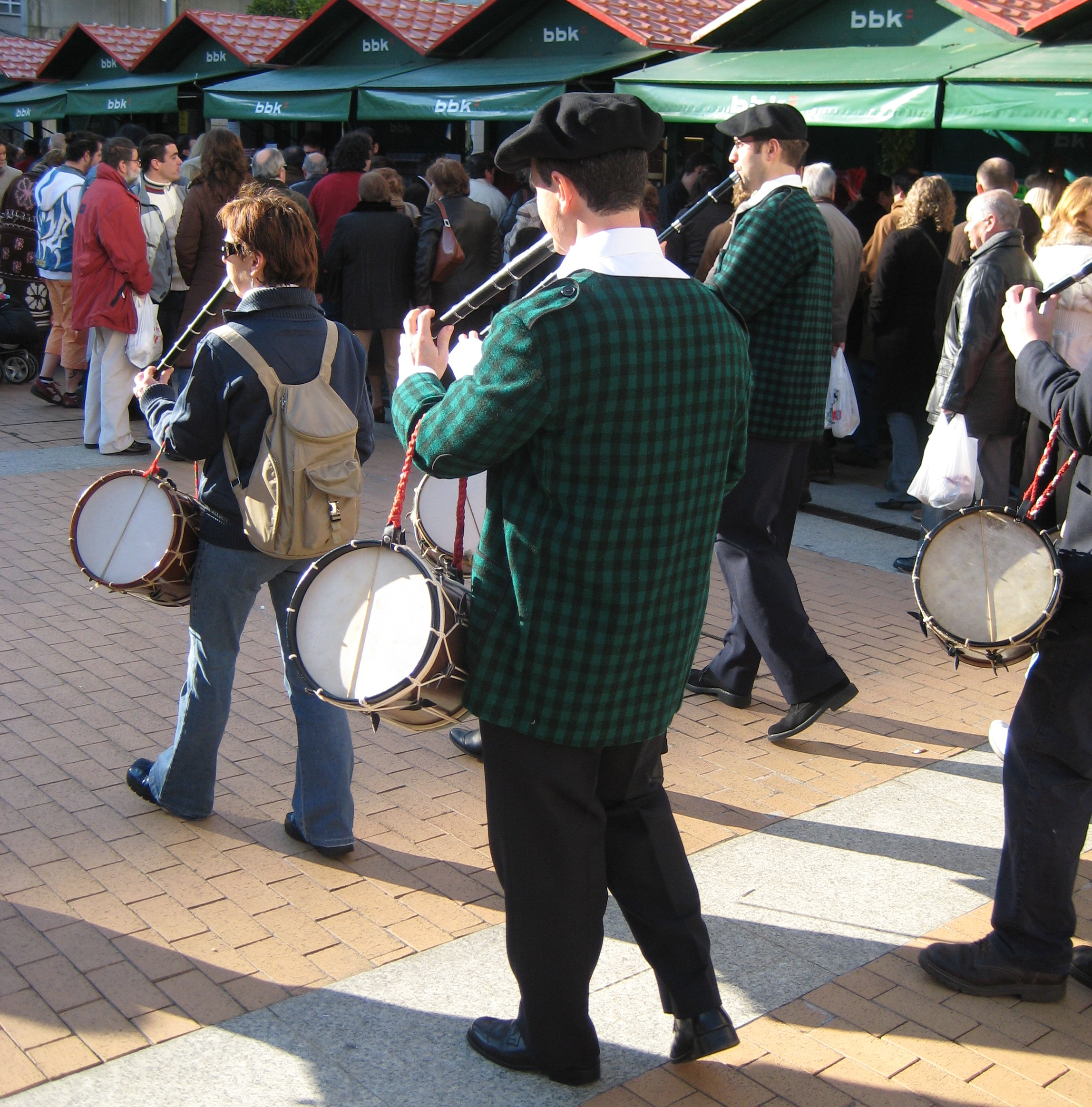
موكب فرقة الصافرة في ليوا (بيسكاي)

يعود الدليل على ذكر الصافرة لأول مرة على هذا الشكل إلى عام 1864م. ومع ذلك، فمن الواضح أنها استخدمت في وقت سابق، على الرغم من أنه ليس من السهل تحديد متى بدأ استخدامها؛ في الواقع، من المستحيل القيام بذلك، لأن التكسيستو (الصافرة) هو نتيجة لتطور المزامير المستقيمة المنتشرة في وقت مبكر من أواخر العصور الوسطى، عندما جلب المنشدون المنتشرين في جميع أنحاء شبه الجزيرة الأيبيرية آلات موسيقية استخدمها السكان المحليون والنبلاء أولاً وعامة الناس لاحقًا اعتمدت وتطورت. في البداية، تمت تسمية عازفي التكسيستو ( الصفيّر) في التسجيلات الرومانسية المكتوبة على اسم التابور (تم العزف على الغليون والتابور معًا): تامبورير، تامبورينو، تامبولين، تامبورين، تامبوريل، ميوزيكو تامبوريل، تامبوريليرو، تامبوريلتيرو . ومع ذلك، عند تسميتها على اسم الفلوت، يتم مناداتها باللغة الإسبانية : بلفانو أو سيلباتو أو سيلبو أو سيلبو بيسكايان أو تشيليبيستيرو. 
لا شك أن الناس في معظم أنحاء إسبانيا وأوروبا الغربية استخدموا الفلوت ذو الفتحات الثلاثة، ليس فقط في إقليم الباسك، ولكن ظهرت تسجيلات لأسماء أدوات العزف الباسكية لاحقًا: تكسيليبيتو، تكسيرولا، تكسيرولا، تكسيرولا، تكسيرولا، تكسيلبيتولاري، تكسيليبستاري. في حين اندثرت بعض الآلات ، إلا أن الناي ذو الفتحات الثلاثة من عصر النهضة اشتهر وعرف بشكل متزايد بالطول الذي نعرفه اليوم (42سم) في إقليم الباسك الغربي. في المقابل، فإن زيرولا ، النسخة التي سادت في بلاد الباسك الشرقية ( سولي ولابورد ونافار ) ظلت أقصر في الحجم. في تلك المرحلة، كانت المزامير ذات الثلاث فتحات مصنوعة من الخشب (على الرغم من بعض حالات المزامير المصنوعة من العظام).
حتى القرن الثامن عشر، منذ أن تم العزف على تشيستو على نمط التابور والغليون، لم تكن هناك حاجة إلى تعديل إيقاعي. ومع ذلك، في القرن الثامن عشر، تم اعتماد التشستو من قبل كونت بينيافلوريدا وإحياء ثقافة الباسك التنويرية [الإنجليزية] ، وأصبحت جزءًا من تطلعات الباسك للنبلاء، مما أدى إلى انضمام المزيد من الآلات (عادةً ما تكون تشيستوس) كزوجين مترافقين، لذلك بدأوا في الاستخدام على ايقاع واحد ,تم تعديل الآلة لمنحها نطاقًا ثنائي من الأوكتافات(الجواب الموسيقي) ، وتم تصميم نسخة أكبر تسمى باللغة الإسبانية سيلبوتي لمرافقة المؤلفات متعددة الألحان . واصل موسيقيو التكسيستو الريفيون تقاليدهم الخاصة مع التكسيستوس الريفي المصنوع يدويًا، بينما شكل التكسيستولاريس الحضريون مدارس لتعليم الآلة المتطورة الجديدة تمامًا.
في مراحل مختلفة من تاريخ الفلوت ذي الفتحات الثلاثة، تم استخدام القصب والأبواق المعدنية للحصول على صوت أفضل. وبينما يدّعي البعض أنها مرتبطة ارتباطًا وثيقًا بالعلاقة المبكرة بين الباسك والحديد وصناعة الحدادة، يشير البعض الآخر إلى أن ظهور مثل هذه الأدوات بدأت في الثورة الصناعية في القرن التاسع عشر.
تتميز أقدم ألحان التكسيستو بوضع الميكسوليدي في الوضع (ج)، وهو نفس الوضع السابع في الترنيم الجريجوري . الأغاني التي تم تأليفها مؤخرًا لا تزال في الوضع السابع (ج) بشكل رئيسي، ولكن في بعض الالحان الطبيعية أو الحادة في الوضع السادس (إف) ,أو في حالات نادرة الوضع الثالث (سي) ومع ذلك، هناك استثناءات في ألحان (إف) الرئيسية مع (بي) الطبيعية.
تأسست جمعية مستخدمي التكسيستو في إقليم الباسك [الإنجليزية] في عام 1927 للترويج لـ التكسيستولاريس. واصلت المنظمة أنشطتها حتى الوقت الحاضر، باستثناء انقطاعها خلال فترة حكم فرانكوست إسبانيا .

## روابط خارجية
- موقع رابطة هواة تكسيستو باللغة الفرنسية
- شرح تكسيستو نسخة محفوظة 18 مايو 2008 على موقع واي باك مشين.